# Jennifer Welter
Pour les articles homonymes, voir Welter.
Jennifer « Jen » Welter, née le 27 octobre 1977 à Vero Beach, est une entraîneuse américaine de football américain.

## Biographie
Engagée comme running back en janvier 2014 dans la franchise des Texas Revolution qui évolue en Indoor Football League (IFL), elle devient la seconde femme à jouer dans une ligue masculine et professionnelle de football américain à une position autre que kicker. En février 2015, elle devient entraîneur spécialisé pour les linebackers et l'équipe spéciale dans cette franchise. Elle est devenue ainsi la première femme entraîneur dans une ligue masculine et professionnelle de football américain.
En 2015, recrutée comme entraîneur spécialisé pour les linebackers par la franchise des Cardinals de l'Arizona évoluant en National Football League (NFL), elle devient la première femme assistant entraîneur en NFL.